# بنای تاریخی ملی (ایالات متحده آمریکا)

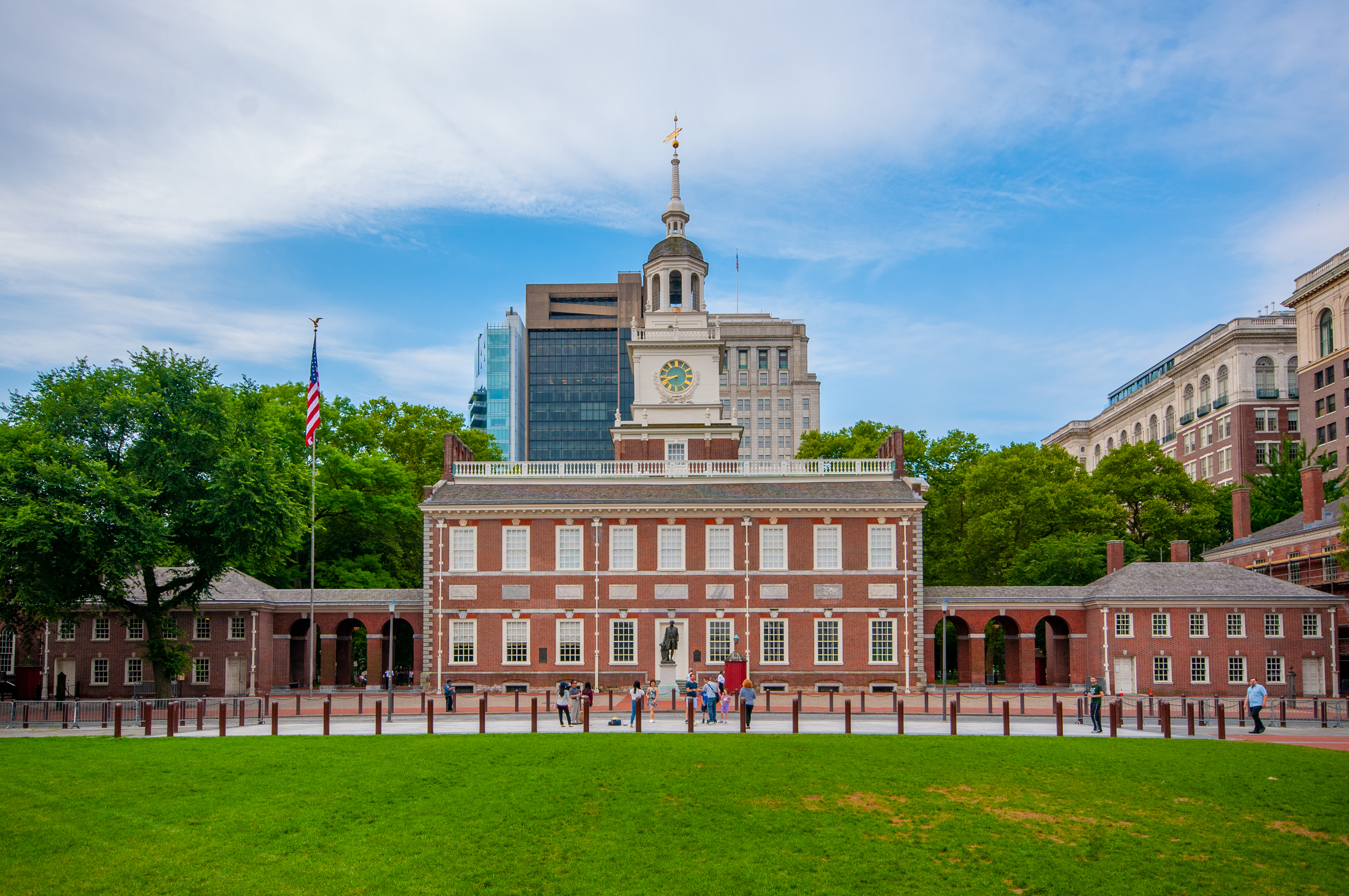
پارک ملی تاریخی استقلال در فیلادلفیا، یکی از پربازدیدترین مناطق تاریخی ملی کشور

بنای تاریخی ملی (به انگلیسی: National Historic Landmark) به اختصار NHL، یک ساختمان، ناحیه، شی، سایت یا سازه ای است که به دلیل اهمیت تاریخی برجسته آن به‌طور رسمی توسط دولت ایالات متحده به رسمیت شناخته شده است. تنها حدود ۲۵۰۰ یا تقریباً سه درصد بیش از ۹۰۰۰۰ مکان فهرست شده در فهرست ملی اماکن تاریخی کشور آمریکا به عنوان بنای تاریخی ملی شناخته می‌شوند.

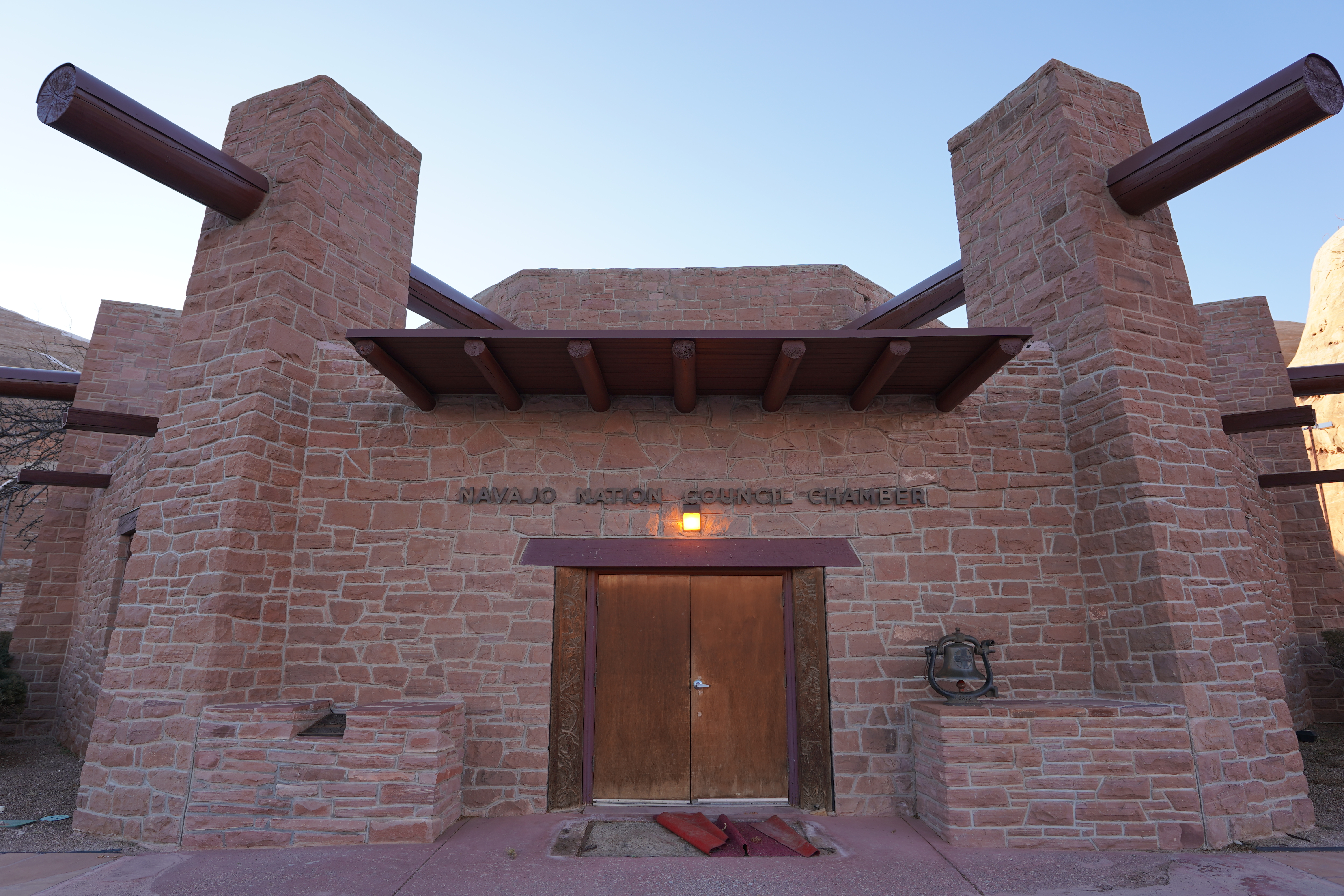
اتاق شورای ملی ناواهو، مقر دولت ملت ناواهو در ویندو راک، آریزونا

یک منطقه تاریخی ملی ممکن است شامل ساختمان‌ها، سازه‌ها، مکان‌ها یا اشیاء باشند همچنین ممکن است به‌طور جداگانه فهرست شوند یا نباشند.

## تاریخچه

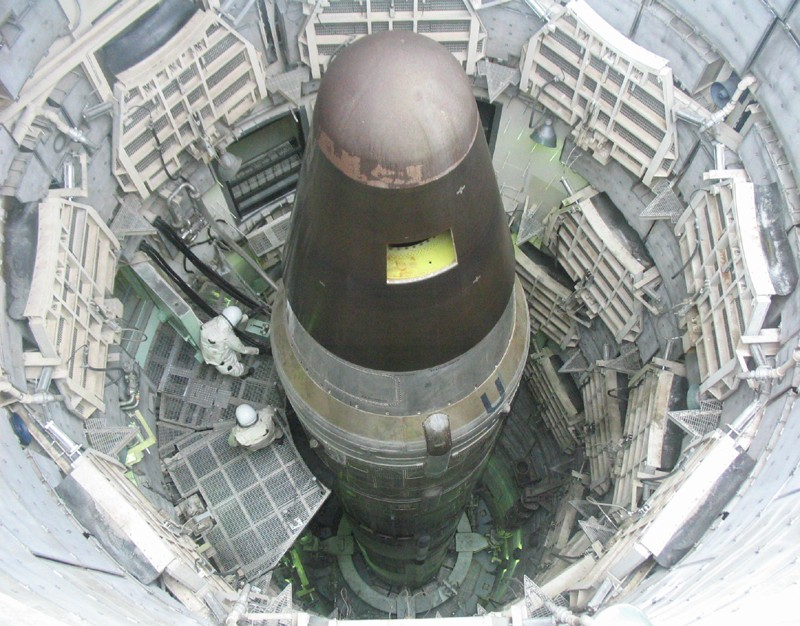
موزه موشک تایتان در توسان، آریزونا، یک بنای تاریخی ملی

قبل از سال ۱۹۳۵، تلاش‌هایی برای حفظ میراث فرهنگی با اهمیت ملی با تلاش‌های مقطعی کنگره ایالات متحده انجام شد. در سال ۱۹۳۵، کنگره قانون مکان‌های تاریخی را تصویب کرد که به مقام وزیر کشور اجازه می‌داد تا به‌طور رسمی املاک تاریخی را ثبت و سازماندهی کند، و املاک را به‌عنوان «اهمیت تاریخی ملی» تعیین کند، و به سازمان پارک ملی اختیار داد تا املاک و دارایی‌های متعلق به فدرال از نظر تاریخی مهم را اداره کند. . در طول دهه‌های بعد، نظرسنجی‌هایی مانند بررسی ساختمان‌های تاریخی آمریکا اطلاعاتی را در مورد املاک مهم فرهنگی و معماری در برنامه‌ای به نام بررسی مکان‌های تاریخی جمع‌آوری کردند.
بسیاری از نام‌گذاری‌های انجام شده تحت این قانون به مکان‌های تاریخی ملی تبدیل شدند، اگرچه اولین نامگذاری، در ۲۰ دسامبر ۱۹۳۵، برای یک یادبود ملی، یادبود توسعه ملی جفرسون (در آن زمان به عنوان یادبود توسعه ملی جفرسون شناخته می‌شد) در سنت لوئیس بود. میسوری اولین مکان تاریخی ملی برای سایت تاریخی ملی دریایی در ۱۷ مارس ۱۹۳۸ انجام شد
در سال ۱۹۶۰، خدمات پارک ملی مدیریت داده‌های نظرسنجی جمع‌آوری‌شده بر اساس این قانون را برعهده گرفت و برنامه ملی تاریخی شکل رسمی‌تری پیدا کرد. هنگامی که ثبت ملی اماکن تاریخی در سال ۱۹۶۶ تأسیس شد، برنامه بنای تاریخی ملی در آن گنجانده شد و قوانین و رویه‌های ثبت و تعیین رسمی شد. از آنجایی که فهرست‌ها (چه در ثبت ملی یا به عنوان یک NHL) اغلب قوانین حفاظت محلی را ایجاد می‌کنند، قانون در سال ۱۹۸۰ رویه‌های فهرست‌بندی را اصلاح کرد تا نیاز به موافقت مالک برای تعیین‌ها داشته باشد.
در ۹ اکتبر ۱۹۶۰، ۹۲ مکان، ملک، یا ناحیه واجد شرایط برای تعیین NHL توسط فرد ای. سیتون وزیر کشور ایالات متحده اعلام شد. متعاقباً موافقت‌نامه‌های مالکان یا طرف‌های مسئول به دست آمد، اما همه ۹۲ مورد از آن زمان در آن تاریخ ۱۹۶۰ فهرست شده‌اند.
خاستگاه اولین نقطه عطف بنای تاریخی ملی، یک ستون ساده سرو بود که توسط لوئیس و کلارک در سفر خود به اقیانوس آرام در سال ۱۸۰۴ در یادبود مرگ گروهبان چارلز فلوید به دلایل طبیعی قرار گرفت. تخته سدر بعداً با ۱۰۰ فوت (۳۰ متر) جایگزین شد ابلیسک مرمری. بنای یادبود گروهبان فلوید در سو سیتی، آیووا، به‌طور رسمی در ۳۰ ژوئن ۱۹۶۰ تعیین شد.

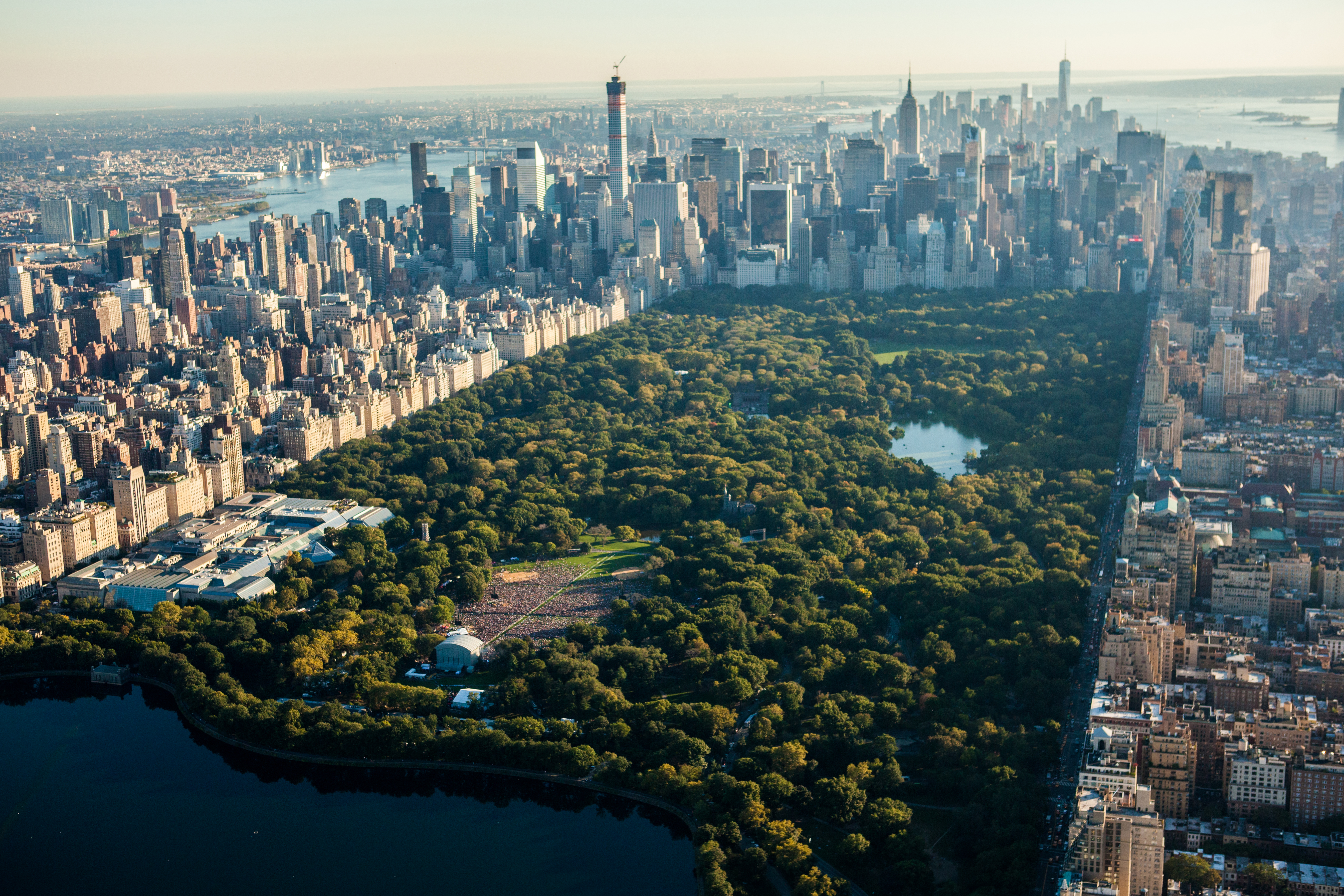
پارک مرکزی در شهر نیویورک، یک مکان برجسته تاریخی ملی است.

## شاخص
NHLها توسط وزیر کشور ایالات متحده تعیین می‌شوند زیرا عبارتند از:
- مکان‌هایی که رویدادهایی با اهمیت تاریخی ملی رخ داده است.
- مکان‌هایی که افراد برجسته در آن زندگی یا کار می‌کردند.
- نمادهای آرمان‌هایی که ملت را شکل دادند.
- نمونه‌های برجسته طراحی یا ساخت؛
- مکان‌هایی که یک شیوه زندگی را مشخص می‌کنند. یا
- سایت‌های باستان‌شناسی قادر به ارائه اطلاعات هستند.

## مکان‌های تاریخی ملی کنونی
بیش از ۲۵۰۰ بنای تاریخی ملی ثبت شده است. اما همه‌شان در ایالات متحده قرار ندارند. در تمام ۵۰ ایالت NHL وجود دارد و پایتخت واشینگتن دی سی سه ایالت (پنسیلوانیا، ماساچوست و نیویورک) تقریباً ۲۵ درصد از NHLهای آمریکا را تشکیل می‌دهند. سه شهر درون این ایالت‌ها، به ترتیب فیلادلفیا، بوستون و نیویورک، همگی به‌طور جداگانه دارای NHL بیشتری نسبت به ۴۰ ایالت از ۵۰ ایالت هستند. شهر نیویورک به تنهایی از تمام ایالت‌ها به جز پنج ایالت، NHL بیشتری دارد: ویرجینیا، کالیفرنیا، پنسیلوانیا، ماساچوست، و نیویورک، که دومی دارای بیشترین NHL در بین ۵۰ ایالت است. ۷۴ NHL در ناحیه کلمبیا وجود دارد.
برخی از NHLها در کشورهای مشترک المنافع و سرزمین‌های ایالات متحده، ایالت‌های مرتبط و کشورهای خارجی هستند. ۱۵ مورد در پورتوریکو، جزایر ویرجین، و سایر کشورهای مشترک المنافع و سرزمین‌های ایالات متحده وجود دارد. پنج نمونه از این اماکن تیز در ایالت‌های مرتبط با ایالات متحده مانند میکرونزی و یکی در مراکش قرار دارند. همچنین بیش از ۱۰۰ کشتی یا کشتی غرق شده به عنوان NHL تعیین شده‌اند.
تقریباً نیمی از بناهای تاریخی ملی خصوصی است. برنامه نقاط دیدنی ملی تاریخی بر پیشنهاداتی برای تعیین نام‌های جدید از خدمات پارک ملی تکیه دارد که به حفظ مکان‌های دیدنی نیز کمک می‌کند. یک گروه دوستان از مالکان و مدیران، انجمن مهمانداران آثار تاریخی ملی، برای حفظ، حفاظت و ترویج مکان‌های تاریخی ملی تلاش می‌کند.